# Paratriaenops
Paratriaenops är ett släkte av fladdermöss i familjen rundbladnäsor som beskrevs av Benda och Vallo 2009. Arterna ingick innan i släktet Triaenops. Prefixet para- i det vetenskapliga namnet är grekiska och betyder "vid sidan av".
Arter som var kända när släktet blev godkänt:
- Paratriaenops auritus, på norra Madagaskar.
- Paratriaenops furculus, på västra Madagaskar och Seychellerna.

Populationen på Seychellerna beskrevs 2008 som Paratriaenops pauliani men den godkänns inte av alla zoologer. Antagligen tillhör även en fossil art som upptäcktes 2007 till detta släkte.
Arterna är medelstora fladdermöss med en underarmlängd av 42 till 51 mm. De har ganska stora öron. Släktets medlemmar liknar allmänt släktet Triaenops i utseende. Hos båda släkten förekommer en rund eller hästskoformig hudflik (bladet) på näsan och på toppen av denna hudflik finns flikar som tillsammans liknar en treudd i utseende. Några detaljer av dessa hudflikar är inte likadan och därför skedde en uppdelning i två släkten. Till exempel har treudden hos Paratriaenops ungefär samma höjd som hästskon. Hos Triaenops är treudden i jämförelse kortare.
En studie från 2013 visade att hanar inom släktet Paratriaenops har kortare underarmar än honor. Dessutom använder de förstnämnda en högre frekvens vid ekolokaliseringen. Hos släktet Triaenops är det tvärtom.